# Phytomyptera aenea
Phytomyptera aenea là một loài ruồi trong họ Tachinidae.